# Дуброва Уляна Валеріївна
Уляна Валеріївна Дуброва (нар. 3 квітня 2002) — українська спортсменка шорт-трековичка, учасниця зимових Олімпійських ігор 2022 року. 

## Виступи на Олімпійських іграх
| Рік  | Місце проведення | 1500 метрів |
| ---- | ---------------- | ----------- |
| 2022 | Пекін, Китай     | 32          |

## Виступи на чемпіонатах світу
| Рік  | Місце проведення            | 500 метрів | 1000 метрів | 1500 метрів | Загалом | Естафета 3000 метрів |
| ---- | --------------------------- | ---------- | ----------- | ----------- | ------- | -------------------- |
| 2018 | Томашів-Мазовецький, Польща |            |             |             | 64      | 12                   |
| 2019 | Монреаль, Канада            | 50         | 53          | 54          |         | 10                   |
| 2020 | Борміо, Італія              | 38         | 34          | 27          |         | 9                    |

## Виступи на чемпіонатах Європи
| Рік  | Місце проведення   | Естафета 3000 метрів |
| ---- | ------------------ | -------------------- |
| 2020 | Дебрецен, Угорщина | 11                   |
| 2021 | Гданськ, Польща    | 9                    |